# 무소의 뿔처럼 혼자서 가라 (영화)
《무소의 뿔처럼 혼자서 가라》는 1995년에 개봉한 대한민국의 영화이다. 공지영 작가의 동명 소설을 영화화한 것으로, 작가가 직접 각본을 썼다. 오병철 감독이 연출했고, 강수연, 심혜진, 이미연이 출연한다.

## 캐스팅
- 강수연 : 혜완 역
- 심혜진 : 경혜 역
- 이미연 : 영선 역
- 이진우 : 선우 역
- 이일재 : 김 박사 역
- 김의성 : 박 감독 역
- 임일찬 : 경환 역
- 윤동환 : PD 역
- 김명수 : 대학 선배 역
- 이진수 : 출판사 사장 2 역
- 최문수 : 윤희 역
- 김민경 : 미숙 역
- 박태희 : 스크립터 역

## 수상
- 1996년 제32회 백상예술대상
  - 영화부문 최우수여자연기상 - 심혜진